# Siegfried Mazet

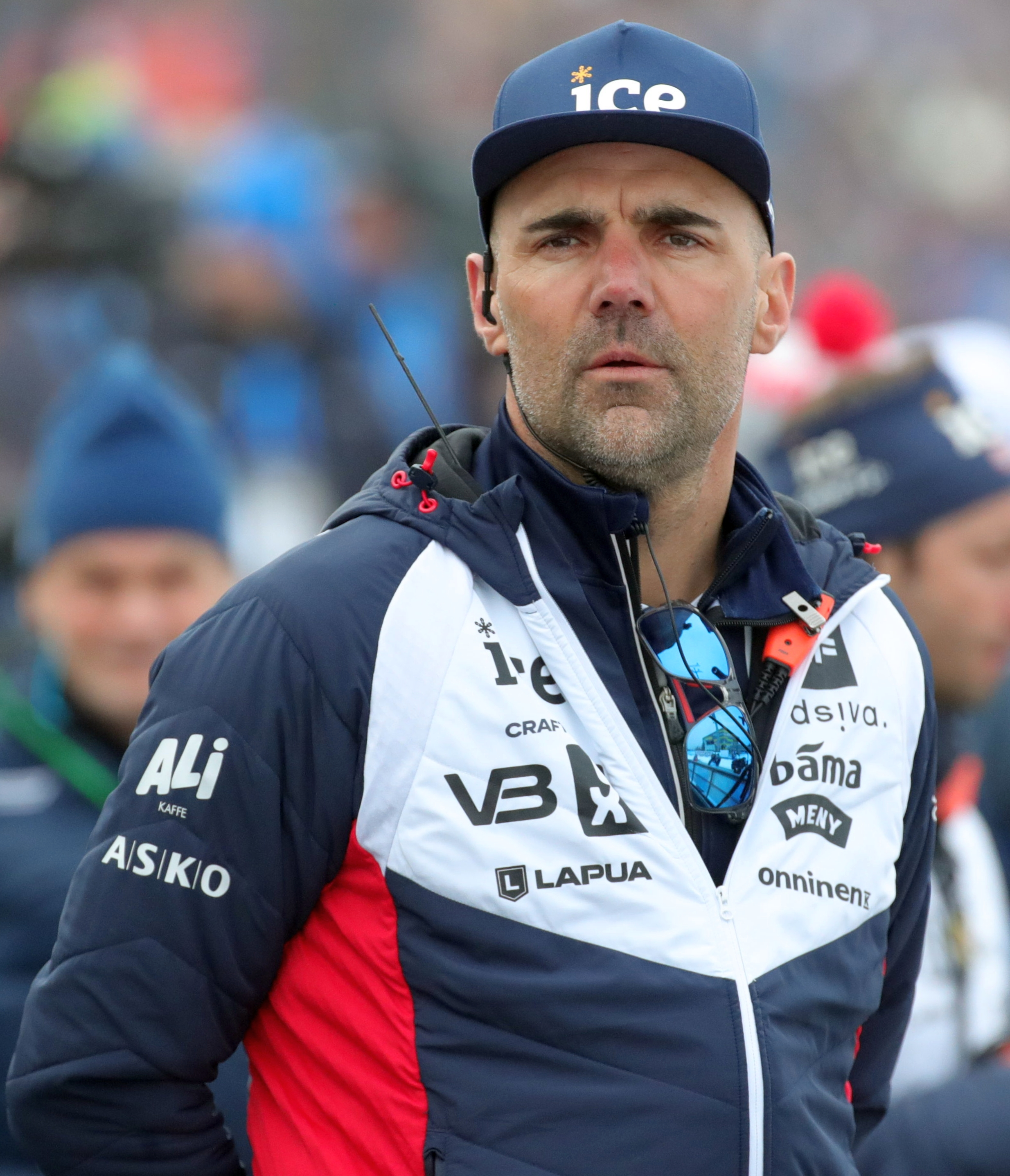
Siegfried Mazet bei den Biathlon-Weltmeisterschaften in Oberhof 2023

Siegfried Mazet (* 10. Dezember 1977 in Bourg-de-Péage) ist ein französischer Biathlontrainer, der als Schießtrainer von 2008 bis 2016 die französische Nationalmannschaft der Männer anleitete und anschließend in dieser Funktion das norwegische Männerteam übernahm. Zu den von Mazet betreuten Athleten gehören die Gesamtweltcupsieger Martin Fourcade und Johannes Thingnes Bø.

## Werdegang
Mazet stammt aus La Chapelle-en-Vercors im Département Drôme, wo er in seiner Jugend unter anderem gemeinsam mit den Brüdern Raphaël und Gaël Poirée trainierte. Ende der 1990er-Jahre war er drei Jahre lang Teil des französischen Biathlon-Europacup-Teams. Wegen ausbleibender Erfolge beendete er frühzeitig seine aktive Karriere und übernahm Tätigkeiten als Betreuer auf Département-Ebene, während er eine vierjährige spezialisierte Trainerausbildung absolvierte. Auf nationaler Ebene leitete er ab 2007 zunächst für ein Jahr das französische Juniorenteam um Vincent Jay und Marie Dorin, ehe ihn der Sportdirektor des Verbands Christian Dumont 2008 in den Betreuungsstab für die Nationalmannschaft berief. Dort übernahm Mazet das Schießtraining der Männer. Bei den Olympischen Winterspielen 2010 wurde der von ihm betreute Jay Sprint-Olympiasieger.
In den frühen 2010er-Jahren entwickelte sich Martin Fourcade zum international erfolgreichsten Biathleten, gewann ab dem Winter 2011/12 siebenmal in Folge die Gesamtwertung des Weltcups und errang zudem mehrere Weltmeistertitel und Olympiasiege. Als langjähriger Trainer und Mentor Fourcades wurde Mazet ein bedeutender Anteil an den Erfolgen seines Athleten zugeschrieben. Im Frühjahr 2016 gab Mazet seinen als überraschend wahrgenommenen Wechsel zum norwegischen Team bekannt. Als Hauptgrund nannte er neben der finanziellen Verbesserung – nach Angaben der L’Équipe verdreifachte sich sein Gehalt in Norwegen gegenüber der vom französischen Skiverband gezahlten Summe – den Wunsch nach Veränderung und einer neuen Herausforderung. Fourcade zeigte öffentlich kein Verständnis für Mazets Wechsel und sprach in seiner 2017 erschienenen Autobiographie von „Verrat“. Bei seinem Karriereende 2020 erklärte Fourcade, in dieser Angelegenheit keinen Ärger mehr zu verspüren.
Im von Mazet als Schießtrainer betreuten norwegischen Männerteam (mit Egil Kristiansen als Cheftrainer) nahm Johannes Thingnes Bø ab 2017 die führende Rolle ein und löste Fourcade in der Saison 2018/19 als Sieger des Gesamtweltcups ab. Unter Mazets Anleitung verbesserte Bø sowohl seine Trefferquote als auch seine Schießgeschwindigkeit. In einem Interview sagte Mazet 2020, er schätze an der norwegischen Art, „dass dein Chef nicht über, sondern neben dir steht“ und sah darin einen klaren Unterschied zu der Arbeitsweise in Frankreich. Er wolle mit den Athleten eine gute Freundschaft aufbauen und Vertrauen schaffen.
Mazet ist verheiratet und hat zwei Kinder. Die Familie blieb auch nach Mazets Wechsel zum norwegischen Team in ihrem Haus im Département Drôme wohnen.